# 翼蓼属
翼蓼属（学名：Pteroxygonum）是蓼科下的一个属，为木质藤本植物。该属有兩种，分布于中国西北部及北部。